# Serrasalmus rhombeus
 (août 2015).
Si vous disposez d'ouvrages ou d'articles de référence ou si vous connaissez des sites web de qualité traitant du thème abordé ici, merci de compléter l'article en donnant les références utiles à sa vérifiabilité et en les liant à la section « Notes et références ».
Espèce
Synonymes
- Serrasalmus niger

Serrasalmus rhombeus est un piranha de la famille des Serrasalmidae. Il vit en Amérique du Sud dans les bassins de l'Amazone et de l'Orénoque, dans les cours d'eau du nord et de l'est du plateau des Guyanes ainsi que dans ceux au nord-est du Brésil. Avec une taille maximum de 50 cm et un poids de 3 à 4 kg, c'est une grande espèce de piranha.
[Les muscles de sa mâchoire sont démesurés par rapport à sa taille, ce qui permet au piranha noir d’exercer une force de morsure équivalant à 30 fois son poids corporel. C’est un exploit inégalé dans le monde animal.] à vérifier